# Eva Pfosi
Eva Pfosi coniugata Merriam (1963) è un'ex sciatrice alpina statunitense, vincitrice della Nor-Am Cup nel 1983.

## Biografia
Sciatrice polivalente originaria di Franconia (New Hampshire), la Pfosi fece parte della nazionale statunitense e gareggiò anche in Coppa del Mondo, senza ottenere piazzamenti di rilievo; nella stagione 1982-1983 vinse la Nor-Am Cup generale e in seguito gareggiò nel circuito universitario nordamericano (NCAA). Non prese parte a rassegne olimpiche né ottenne piazzamenti ai Campionati mondiali.

## Palmarès

### Nor-Am Cup
- Vincitrice della Nor-Am Cup nel 1983[5]